# Zillur Rahman

Ej att förväxla med Ziaur Rahman.

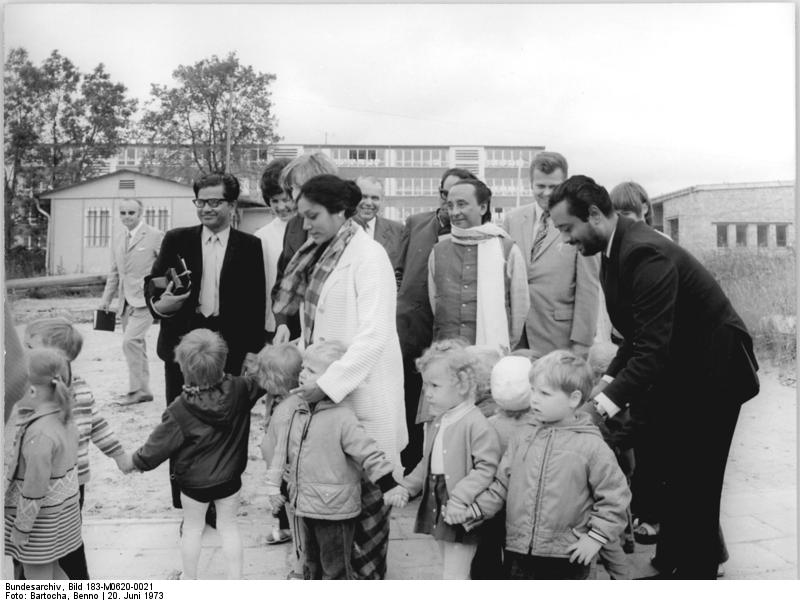
I bakgrunden mitt i bilden: Zillur Rahman 20 juni 1973.

Mohammad Zillur Rahman, född 9 mars 1929 i Bhairab, Brittiska Indien (numera i Kishoreganj i provinsen Dhaka), död 20 mars 2013 i Singapore, var Bangladeshs president från 12 februari 2009 fram till sin död. Han tillhörde det politiska partiet Awamiförbundet. Rahman avled 2013 efter en längre tids sjukdom. 